# Henry, Illinois
Henry là một thành phố thuộc quận Marshall, tiểu bang Illinois, Hoa Kỳ. Năm 2010, dân số của thành phố này là 2464 người.

## Dân số
Dân số qua các năm:
- Năm 2000: 2540 người.
- Năm 2010: 2464 người.